# Serres chaudes

Serres chaudes est un recueil de poèmes de Maurice Maeterlinck, édité par Léon Vanier le 31 mai 1889. Avec Douze chansons, c'est le seul recueil de poèmes de l'auteur belge. Il est influencé, entre autres, par les Illuminations d'Arthur Rimbaud.
Dans ce recueil, Maeterlinck regroupe dix-neuf poèmes en vers réguliers publiés entre mai 1887 et mars 1889, auxquels s'ajoutent quatorze poèmes écrits en 1888, dont sept en vers libres, parmi les premiers de la poésie belge francophone. Certains des poèmes qu'il contient ont influencé Guillaume Apollinaire, les surréalistes et Paul Éluard. Ernest Chausson a composé en 1896 un cycle de mélodies sur cinq poèmes de ce recueil.

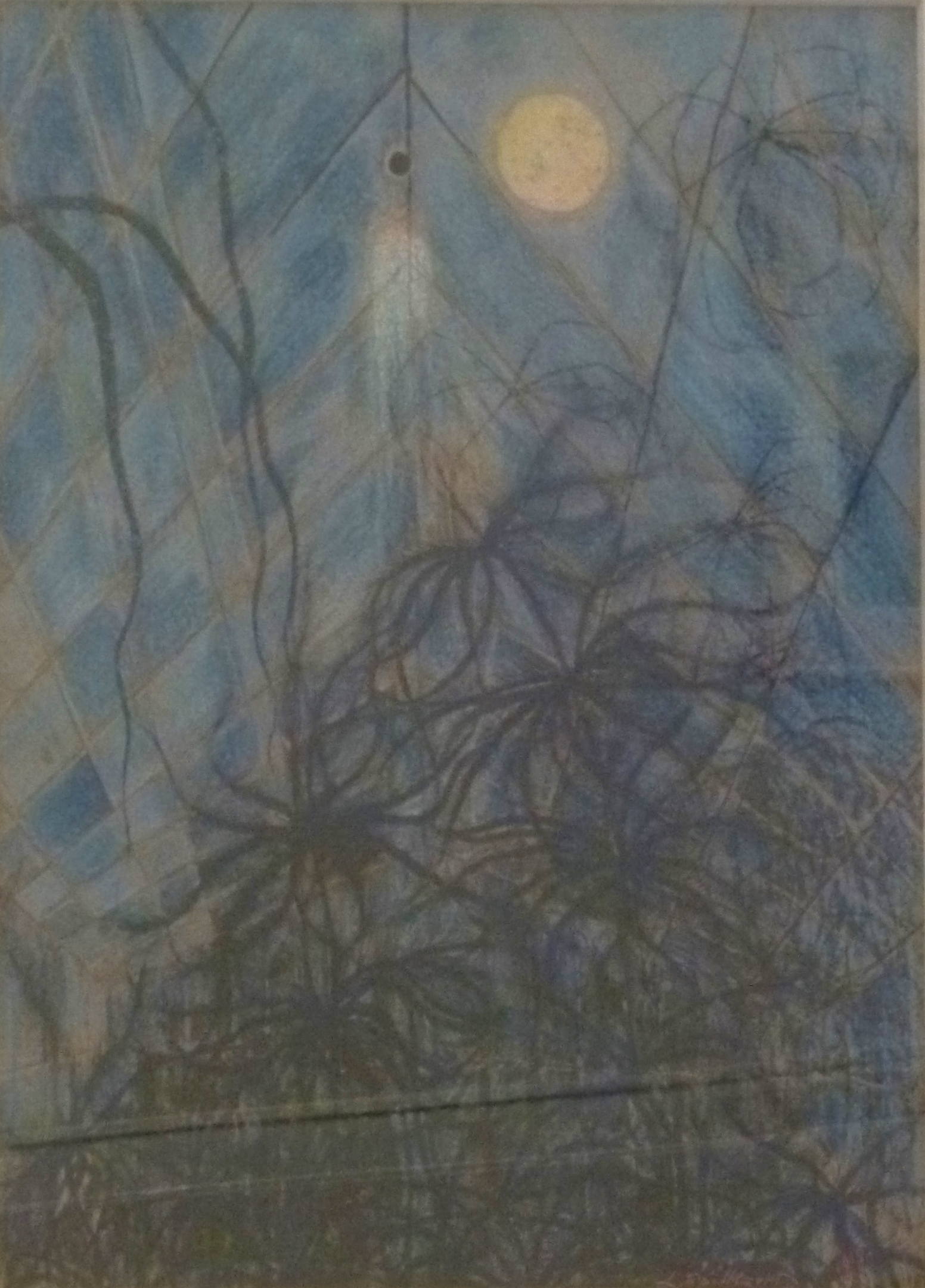
"Serres Chaudes" (1917), illustration par Léon Spilliaert

## Éditions
- Maurice Maeterlinck Serres chaudes, avec 10 lithographies de Léon Spilliaert, Van Oest, Bruxelles 1919.
- Maurice Maeterlinck Poésies choisies dans 'Serres chaudes' de Maurice Maeterlinck, avec illustrations de Charles Doudelet, Ricola Verlag A.G., Vienne 1919.
- Maurice Maeterlinck (éd. Paul Gorceix), Serres chaudes, Quinze Chansons, La Princesse Maleine, Gallimard, coll. « Poésie », 1983.

## Postérité
En Roumanie, Elena Bacaloglu, qui se spécialise dans l'étude de l'oeuvre de Maeterlinck avant sa carrière politique fasciste, est la première personne à étudier Serres chaudes.